# Putto
Putto (množina putti) ali puto je lik zavaljenega otročiča, skoraj vedno fantka, pogosto nagega in s krili, ki se najde predvsem v italijanski renesančni umetnosti. Lik izvira iz antične umetnosti, a je bil ponovno "odkrit" v obdobju quattrocenta (italijanski umetnostni slog 15. stoletja). Te podobe pogosto napačno zamenjujejo s kerubi.

## Jezikoslovje
Putto je italijanski moški samostalnik z množinsko obliko putti in nima ženske oblike. V zgodnji moderni italijanščini je beseda preprosto pomenila otroka, danes pa je v rabi le v likovni umetnosti. Ženski samostalnik putta se v italijanščini še sedaj ponekod uporablja za dekle ali devica, medtem ko izpeljanka puttana pomeni vlačuga.
Najzgodnejšo omembo pri opisih umetnosti je moč najti pri Giorgiu Vasariju (Življenja najbolj vrhunskih slikarjev, kiparjev in arhitektov, 1550 / 1566). V evropski portugalščini ima puto slabšalni pomen za fanta (mulca). V španščini in brazilski portugalščini puto slabšalno pomeni moškega prostituta.
Kaže, da se je specifični pomen besede pri umetnostni zgodovini tekom današnje dobe.

## Uveljavitev putta v renesansi
Putti so klasični motiv najden prvotno na otroških sarkofagih 2. stoletja, kjer so upodobljeni v pozi bojevanja, plesanja, udeleženi pri Bakhovih orgijah ali športnih igrah, in podobno.
Ponovna uporaba in uveljavitev je v glavnem zasluga Donatella, v Firencah, v 20. letih 14. stoletja, čeprav obstaja tudi nekaj zgodnejših pojavitev (na primer grobnica Illarije del Carretta v Lucci).

## Kje najti putte
Putte, kupide in angele je moč najti tako v sakralni kot tudi v posvetni umetnosti od 20-ih let 14. stoletja v Italiji, na prelomu 16. stoletja na Nizozemskem in v Nemčiji, v dobi manirizma in pozne renesanse v Franciji in povsod po baročnih stropovih. Seznam umetnikov bi bil predolg, vendar najbolj znani so Donatello, Rafael (z Giulijem Romanom in Giovannijem da Udine) ter njuni posnemovalci.
Prav tako se ponovno pojavijo v 19. stoletju, kjer poskočijo po zaslugi slik francoskih akademskih slikarjev, in ilustracij Gustava Doréja k epski pesnitvi Orlando Furioso.
V 20. stoletju se pojavijo v filmu Walta Disneya Fantazija.

## Ikonografija puttov
Ikonografija puttov je premišljeno nedoločna. Težko je narediti razliko med putti, kupidi in angeli. Nimajo namreč značilnih atributov, lahko pa si privzamejo atribute množice drugih figur. Kot taki imajo putti lahko več pomenov. Nekateri med bolj pogostimi so:
- povezava z Afrodita in s tem z romantiko ali (erotično) ljubeznijo
- povezava z nebesi
- povezava z mirom, srečo, radostjo in lagodnostjo

V primerjavi z angeli so putti rajajoči, angeli redko. Hkrati so angeli značilno upodobljeni kot mladeniči, vitki in visoki, prav v nasprotju z debelušnimi in majhnimi otroškimi putti. V sakralni umetnosti so putti dostikrat ob svetnicah, še posebej Mariji, ki jo slavijo.

## Putti v slovenski umetnosti
V slovenski umetnosti prevladujejo putti v sakralnih delih. Najpogosteje jih je zaslediti na baročnih oltarjih in freskah.
|  | Primer iz poznobaročnega oltarja svetega Križa, v istoimenski kapeli stolnice svetega Janeza Krstnika v Mariboru. Mojster Jožef Holzinger, 2. polovica 18. stoletja |  | Primer dveh puttov iz že omenjenega oltarja. Nahajata se nad tabernakljem in pod križem. Eden je vesel, drugi žalosten. V simbolnem jeziku je to govorica veselja in žalosti, ki jo je prinesla Jezusova smrt in nato vstajenje. Putta predstavljata tudi verujoče in pa tiste, ki so dvomili. |

## Galerija
- Marijino kronanje, Peter Paul Rubens
- Sveta Lucija, sveti Bernardin Sienski in sveti Janez, Federico Bianchi
- Marija Brezmadežna, Bartolomé Esteban Perez Murillo
- Sveta Trojica, Bartolomé Esteban Perez Murillo
- Sveti Rodriguez, Bartolomé Esteban Perez Murillo
- Marijino kronaje, Diego Velázquez
- Igrajoči putti na oblakih, Dirk van der Aa
- Oznanjenje, Francisco de Zurbarán
- Marijino kronanje, Guido Reni
- Marija zavetnica s plaščem, Federico Barocci
- Sveti Tomaž piše slovesno prisego, Giovanni Francesco Barbieri